# Haute-Marne
Koordináták: é. sz. 48° 05′, k. h. 5° 15′48.083333°N 5.250000°E
Az Haute-Marne (IPA: [otˈmaʁn]) megyét  az alkotmányozó nemzetgyűlés 1790. március 4-ei határozata nyomán hozták létre a francia forradalom idején.

## Elhelyezkedése
Franciaország északkeleti részén terül el, Grand Est régió (2015 végéig Champagne-Ardenne régió) része. A megyét északon a Marne és a Meuse, keleten a Vosges, délkeleten az Haute-Saône, délnyugaton a Côte-d’Or, nyugaton az Aube megyék határolják.

## Települések
A megye legnagyobb városai 2010-ben:

| Település    | Népesség (fő, 2010) |
| ------------ | ------------------- |
| Saint-Dizier | 25 526              |
| Chaumont     | 23 011              |
| Langres      | 8 082               |

## Képek

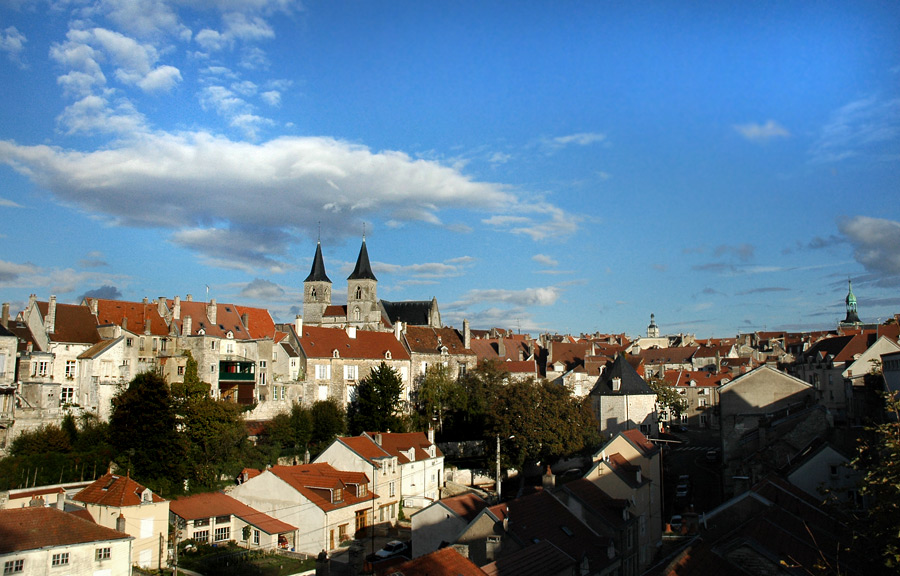
Régi városrész, Chaumont
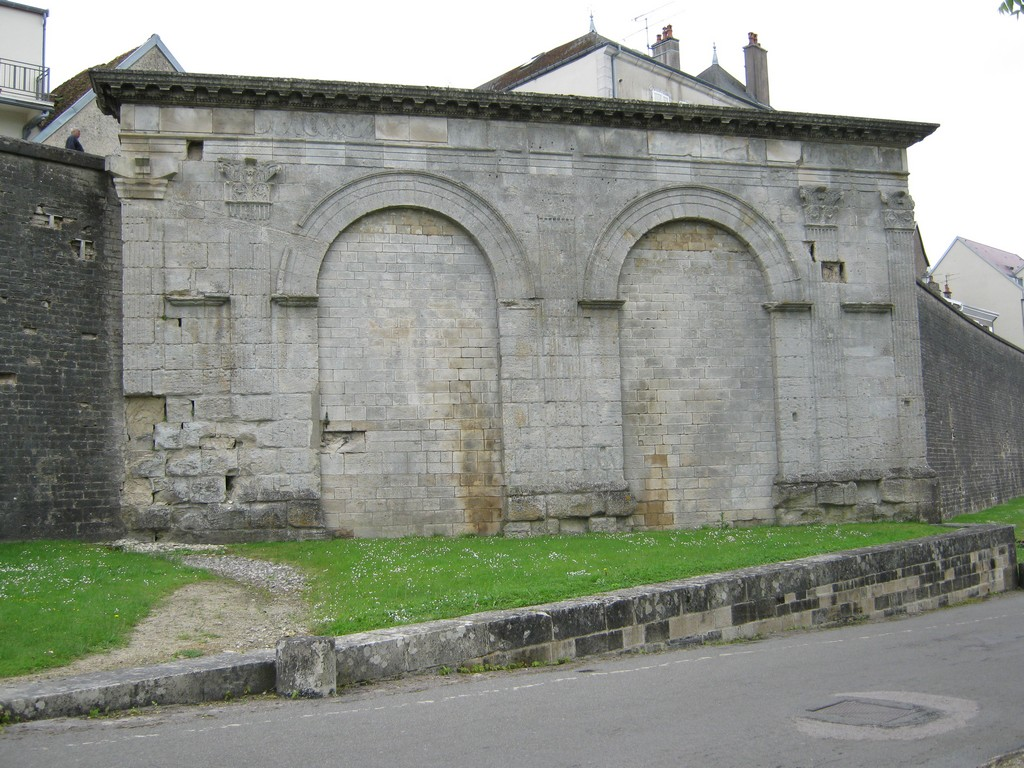
Gall-római kapu, Langres
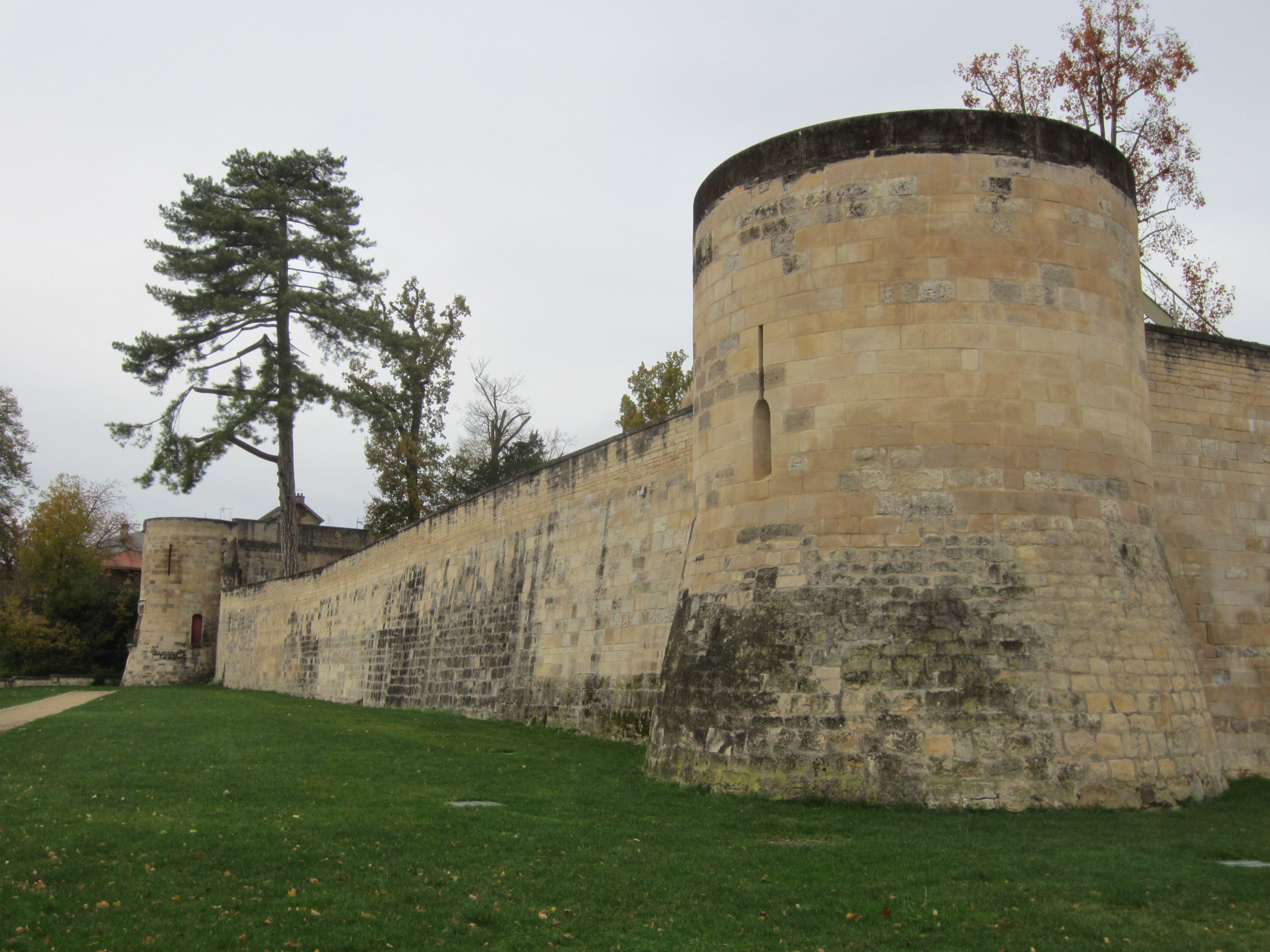
Saint-Dizier egykori erődítményének fala